# Bałtycki tygrys

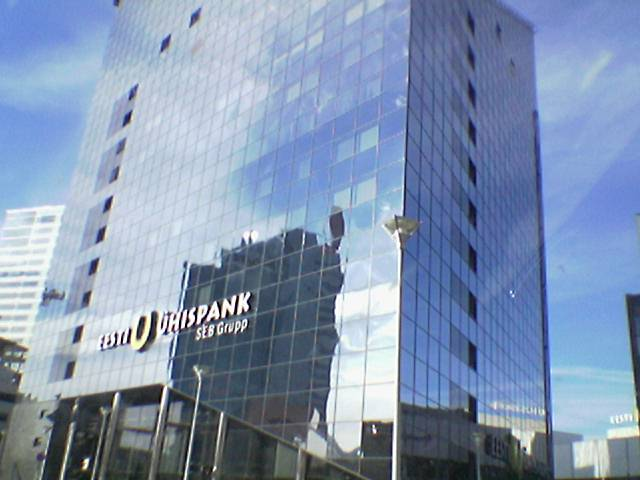
wieżowiec Ühispank – symbol ekonomicznego boomu Estonii

Bałtycki tygrys – przydomek nadany Estonii, Łotwie i Litwie w okresie gwałtownego wzrostu gospodarczego w tych krajach na początku XXI wieku (2001–2002).
Jest ono przeróbką powstałego wcześniej określenia „azjatyckie tygrysy”, używanego w odniesieniu do czterech szybko rozwijających się azjatyckich państw: Korei Południowej, Singapuru, Hongkongu i Tajwanu.